# La Mauvaise Graine
Pour les articles homonymes, voir Mauvaise Graine.
Albums de Léo Ferré
Encore du Léo Ferré
(1958) Paname
(1961)
La Mauvaise Graine est un album posthume de Léo Ferré publié en 2006 par les éditions La Mémoire et la Mer. Il s'agit d'une compilation inédite de ses passages radiophoniques tout au long de l'année 1959 à l'émission Avant-premières, animée par le poète, romancier et producteur de radio Luc Bérimont. 
Outre ses propres chansons, il y interprète essentiellement des poèmes et des textes d'autrui qu'il vient de mettre en musique : Louis Aragon, Paul Verlaine, Pierre Seghers, et Luc Bérimont lui-même. L'album est complété par la captation de deux titres (« Comme dans la haute », « La Maffia ») interprétés cette année-là par Ferré au cabaret la Villa d'Este à Paris et diffusés à l'antenne.
Le contenu de ce disque a été intégré en 2018 au coffret La Vie moderne : intégrale 1944-1959, sans les plages de présentation ni les deux morceaux live.

## Titres
Toutes les musiques sont de Léo Ferré. 
Les morceaux marqués d'un ° sont totalement inédits sur disque (du moins interprétés par Ferré ; certains titres comme « Noël » ont été immédiatement chantés et enregistrés par d'autres. Voir Liste des interprètes de Léo Ferré).
| No  | Titre                          | Auteur                           | Durée |
| --- | ------------------------------ | -------------------------------- | ----- |
| 1.  | Présentation #1                |                                  | 0:32  |
| 2.  | Tu n'en reviendras pas         | Louis Aragon                     | 2:26  |
| 3.  | Présentation #2                |                                  | 0:28  |
| 4.  | Je chante pour passer le temps | Louis Aragon                     | 3:00  |
| 5.  | Présentation #3                |                                  | 0:42  |
| 6.  | L'Étrangère                    | Louis Aragon                     | 3:16  |
| 7.  | Présentation #4                |                                  | 0:26  |
| 8.  | La Belle Amour °               | Claude Delécluse, Michèle Senlis | 2:36  |
| 9.  | Soleil °                       | Luc Bérimont                     | 2:50  |
| 10. | Présentation #5                |                                  | 0:50  |
| 11. | Des filles, il en pleut... °   | Pierre Seghers                   | 3:15  |
| 12. | Présentation #6                |                                  | 0:20  |
| 13. | Green                          | Paul Verlaine                    | 2:04  |
| 14. | Présentation #7                |                                  | 0:56  |
| 15. | L'Âge d'or                     | Léo Ferré                        | 2:18  |
| 16. | Présentation #8                |                                  | 1:04  |
| 17. | Sérénade                       | Paul Verlaine                    | 2:33  |
| 18. | Présentation #9                |                                  | 0:37  |
| 19. | La Mauvaise Graine °           | Léo Ferré                        | 2:55  |
| 20. | Présentation #10               |                                  | 0:56  |
| 21. | Noël °                         | Luc Bérimont                     | 4:50  |
| 22. | Comme dans la haute            | Léo Ferré                        | 3:47  |
| 23. | La Maffia                      | Léo Ferré                        | 3:05  |

## Musiciens
- Léo Ferré : chant, piano (pistes 2, 4, 6, 11, 13, 17, 19)
- Jean Cardon : accordéon (pistes 6, 8, 9, 11, 13, 15, 22, 23)
- Mickey Nicolas : saxophone alto (piste 21)
- Monique Matagne : ondes Martenot (piste 21)
- Barthélémy Rosso : guitare (pistes 8, 9)

Les autres musiciens n'ont pas été identifiés à ce jour.